# Anatini
Gli Anatini (Anatini Leach, 1820) sono la principale tribù della sottofamiglia Anatinae, che comprende i seguenti generi e specie:
- Genere Salvadorina Rothschild & Hartert, 1894
  - Salvadorina waigiuensis Rothschild & Hartert, 1894 - anatra del Salvadori

- Genere Lophonetta Riley, 1914
  - Lophonetta specularioides (King, 1828) - anatra crestata

- Genere Amazonetta Boetticher, 1929
  - Amazonetta brasiliensis (J.F.Gmelin, 1789) - alzavola brasiliana

- Genere Speculanas Boetticher, 1929
  - Speculanas specularis (King, 1828) - anatra dagli occhiali

- Genere Tachyeres Owen, 1875
  - Tachyeres patachonicus (King, 1831) - anatra vaporiera volatrice
  - Tachyeres pteneres (J.R.Forster, 1844) - anatra vaporiera di Magellano
  - Tachyeres brachypterus (Latham, 1790) - anatra vaporiera delle Falkland
  - Tachyeres leucocephalus Humphrey & Thompson, 1981 - anatra vaporiera testabianca

- Genere Sibirionetta von Boetticher, 1929
  - Sibirionetta formosa (Georgi, 1775) - alzavola del Baikal

- Genere Spatula Boie, 1822
  - Spatula querquedula (Linnaeus, 1758) - marzaiola
  - Spatula hottentota (Eyton, 1838) - alzavola ottentotta
  - Spatula puna (Tschudi, 1844) - alzavola della puna
  - Spatula versicolor (Vieillot, 1816) - alzavola argentata
  - Spatula platalea (Vieillot, 1816) - mestolone rosso
  - Spatula cyanoptera (Vieillot, 1816) - alzavola cannella
  - Spatula discors (Linnaeus, 1766) - marzaiola americana
  - Spatula smithii Hartert, 1891 - mestolone del Capo
  - Spatula rhynchotis (Latham, 1801) - mestolone australiano
  - Spatula clypeata (Linnaeus, 1758) - mestolone

- Genere Mareca Stephens, 1824
  - Mareca strepera (Linnaeus, 1758) - canapiglia
  - Mareca falcata (Georgi, 1775) - anatra falcata
  - Mareca penelope (Linnaeus, 1758) - fischione
  - Mareca sibilatrix (Poeppig, 1829) - fischione del Cile
  - Mareca americana (J.F.Gmelin, 1789) - fischione americano
  - Mareca marecula (Olson & Jouventin, 1996) -  fischione dell'isola di Amsterdam †

- Genere Anas Linnaeus, 1758
  - Anas capensis J.F.Gmelin, 1789 - alzavola del Capo
  - Anas sparsa Eyton, 1838 - germano nero africano
  - Anas rubripes Brewster, 1902 - germano nero americano
  - Anas platyrhynchos Linnaeus, 1758 - germano reale
  - Anas fulvigula Ridgway, 1874 - germano maculato
  - Anas diazi Ridgway, 1886 - germano messicano
  - Anas wyvilliana P.L.Sclater, 1878 - germano delle Hawaii
  - Anas laysanensis Rothschild, 1892 - germano di Laysan
  - Anas luzonica Fraser, 1839 - germano delle Filippine
  - Anas superciliosa J.F.Gmelin, 1789 - germano del Pacifico
  - Anas poecilorhyncha Forster, JR, 1781 - germano beccomacchiato
  - Anas zonorhyncha Swinhoe, 1866 - germano beccomacchiato orientale
  - Anas undulata C.F.Dubois, 1839 - germano beccogiallo
  - Anas melleri P.L.Sclater, 1865 - germano di Meller
  - Anas bernieri (Hartlaub, 1860) - alzavola di Bernier
  - Anas theodori A.Newton & Gadow, 1893 - anatra di Mauritius †
  - Anas gibberifrons S.Müller, 1842 - alzavola d'Indonesia
  - Anas albogularis (Hume, 1873) - alzavola delle Andamane
  - Anas gracilis Buller, 1869 - alzavola grigia
  - Anas castanea (Eyton, 1838) - alzavola castana
  - Anas aucklandica (G.R.Gray, 1844) - alzavola attera
  - Anas nesiotis (J.H.Fleming, 1935) - alzavola delle Isole Campbell
  - Anas chlorotis G.R.Gray, 1845 - alzavola bruna
  - Anas bahamensis Linnaeus, 1758 - codone guancebianche
  - Anas erythrorhyncha J.F.Gmelin, 1789 - anatra becco rosso
  - Anas flavirostris Vieillot, 1816 - alzavola marezzata
  - Anas andium (P.L.Sclater & Salvin, 1873) - anatra delle Ande
  - Anas georgica J.F.Gmelin, 1789 - codone beccogiallo
  - Anas acuta Linnaeus, 1758 - codone comune
  - Anas eatoni (Sharpe, 1875) - codone di Eaton
  - Anas crecca Linnaeus, 1758 - alzavola
  - Anas carolinensis J.F.Gmelin, 1789 - alzavola americana